# Mutuelle de Seine-et-Marne
L'equip Mutuelle de Seine-et-Marne fou un equip ciclista professional francès, que competí professionalment entre 1995 i 1998. Entre els seus ciclistes destaquen noms com Stéphane Cueff, Nicolas Jalabert o Gilles Maignan.

## Principals resultats
- Ruban Granitier Breton: Stéphane Cueff (1996)
- Gran Premi de la vila de Rennes: Nicolas Jalabert (1996)
- Gran Premi d'Isbergues: Stéphane Cueff (1998)
- Gran Premi de les Nacions: Francisque Teyssier (1998)

### A les grans voltes
- Tour de França
  - 1 participacions (1997)
  - 0 victòries d'etapa:
  - 0 classificació finals:
  - 0 classificacions secundàries:

- Volta a Espanya
  - 0 participacions

- Giro d'Itàlia
  - 0 participacions

## Classificacions UCI
La següent classificació estableix la posició de l'equip en finalitzar la temporada.
| Temporada | Classificació per equips | Millor ciclista en la classificació individual |
| --------- | ------------------------ | ---------------------------------------------- |
| 1995      | 39è                      | Laurent Pillon (282è)                          |
| 1996      | 29è                      | Nicolas Jalabert (176è)                        |
| 1997      | 44è                      | Gilles Maignan (176è)                          |
| 1998      | 29è                      | Gilles Maignan (120è)                          |